# Санарово
Санарово — упразднённое село в Троицком районе Алтайского края. Входило в состав Ерёминского сельсовета. Упразднено в 1982 г.

## География
Село располагалось на левом берегу реки Большая Речка, в 2,5 км к западу от села Ерёмино.

## История
В 1926 году деревня Санарово состояла из 117 хозяйств. В административном отношении являлось центром Санаровского сельсовета Яминского района Бийского округа Сибирского края.
Решением Троицкого райисполкома от 19.11.1982 г. № 182 село Санарово исключено из учётных данных.

## Население
По переписи 1926 г. в деревне проживало 566 человек, в том числе 258 мужчин и 308 женщин. Национальный состав — русские.